# Africa Cup 2005
L’Africa Cup 2005, ufficialmente CAR Top 9 2005 (in inglese 2005 CAR Top 9), fu il 6º campionato africano di rugby a 15 organizzato dalla Confédération africaine de rugby.
Il torneo, disputato nelle sedi dei Paesi partecipanti, vide la propria finale ospitata in Francia a Gennevilliers, nell'area metropolitana di Parigi, in collaborazione con la Federazione francese. Ad aggiudicarsi l'edizione fu il Marocco, alla seconda affermazione nella competizione continentale, che superò il Madagascar per 43-6; selezione malgasci in grado di eliminare gli amatori sudafricani (in inglese South Africa Amateurs) in semifinale.

## Squadre partecipanti
| Girone A      | Girone B       | Girone C |
| ------------- | -------------- | -------- |
| S.A. Amateurs | Costa d'Avorio | Kenya    |
| Uganda        | Madagascar     | Marocco  |
| Zimbabwe      | Namibia        | Tunisia  |

## Fase a gironi

### Girone A
| Data      | Incontro                 | Risultato | Sede         |
| --------- | ------------------------ | --------- | ------------ |
| 3-9-2005  | Uganda ― Zimbabwe        | 13–5      | Kampala      |
| 17-9-2005 | Zimbabwe ― S.A. Amateurs | 29–47     | Harare       |
| 1-10-2005 | S.A. Amateurs ― Uganda   | 98–10     | Johannesburg |

|  | Classifica girone A | G | V | N | P | P+  | P-  | diff. | PT |
|  | ------------------- | - | - | - | - | --- | --- | ----- | -- |
|  | S.A. Amateurs       | 2 | 2 | 0 | 0 | 145 | 39  | +106  | 6  |
|  | Zimbabwe            | 2 | 1 | 0 | 1 | 42  | 52  | -10   | 4  |
|  | Uganda              | 2 | 0 | 0 | 2 | 15  | 111 | -96   | 2  |

### Girone B
| Data      | Incontro                    | Risultato | Sede         |
| --------- | --------------------------- | --------- | ------------ |
| 3-9-2005  | Costa d'Avorio ― Namibia    | 0–6       | Abidjan      |
| 17-9-2005 | Madagascar ― Costa d'Avorio | 30–11     | Antananarivo |
| 1-10-2005 | Namibia ― Madagascar        | 55–17     | Windhoek     |

|  | Classifica girone B | G | V | N | P | P+ | P- | diff. | PT |
|  | ------------------- | - | - | - | - | -- | -- | ----- | -- |
|  | Namibia             | 2 | 2 | 0 | 0 | 61 | 17 | +44   | 6  |
|  | Madagascar          | 2 | 1 | 0 | 1 | 47 | 65 | -18   | 4  |
|  | Costa d'Avorio      | 2 | 0 | 0 | 2 | 10 | 30 | -20   | 1  |

### Girone C
| Data      | Incontro          | Risultato | Sede       |
| --------- | ----------------- | --------- | ---------- |
| 23-4-2005 | Tunisia ― Marocco | 3–10      | Tunisi     |
| 7-5-2005  | Marocco ― Kenya   | 19–3      | Casablanca |
| 21-5-2005 | Kenya ― Uganda    | 37–15     | Nairobi    |

|  | Classifica girone C | G | V | N | P | P+ | P- | diff. | PT |
|  | ------------------- | - | - | - | - | -- | -- | ----- | -- |
|  | Marocco             | 2 | 2 | 0 | 0 | 29 | 6  | +23   | 6  |
|  | Kenya               | 2 | 1 | 0 | 1 | 47 | 65 | +6    | 4  |
|  | Tunisia             | 2 | 0 | 0 | 2 | 18 | 27 | -29   | 2  |

## Play-off
|  | Semifinali | Semifinali    | Semifinali |            |         | Finale  | Finale | Finale |  |
|  |            |               |            |            |         |         |        |        |  |
|  | 2B         | Madagascar    | 33         |            |         |         |        |        |  |
|  | 2B         | Madagascar    | 33         |            |         |         |        |        |  |
|  | 1A         | S.A. Amateurs | 31         |            |         |         |        |        |  |
|  | 1A         | S.A. Amateurs | 31         |            | Marocco | Marocco | 43     |        |  |
|  |            |               |            |            | Marocco | Marocco | 43     |        |  |
|  |            |               | Madagascar | Madagascar | 6       |         |        |        |  |
|  | 1C         | Marocco       | Madagascar | Madagascar | 6       | 49      |        |        |  |
|  | 1C         | Marocco       |            |            |         |         |        |        |  |
|  | 1B         | Namibia       | 0          |            |         |         |        |        |  |

### Semifinali
| Antananarivo 5 novembre 2005 | Madagascar | 33 – 31 referto | S.A. Amateurs | Stadio municipale di Mahamasina |

| Casablanca 5 novembre 2005 | Marocco         | 49 – 0 referto | Namibia | Stadio del C.O.C. (2000 spett.)\| Arbitro: \| Franck Maciello \| |
| Arbitro:                   | Franck Maciello |                |         |                                                                  |

### Finale
| Gennevilliers 26 novembre 2005, ore 15 UTC+1 | Marocco      | 43 – 6 referto | Madagascar | Stadio Claude Luboz (2000 spett.)\| Arbitro: \| Eric Gauzins \| |
| Arbitro:                                     | Eric Gauzins |                |            |                                                                 |